# Cameeënparure van Joséphine de Beauharnais

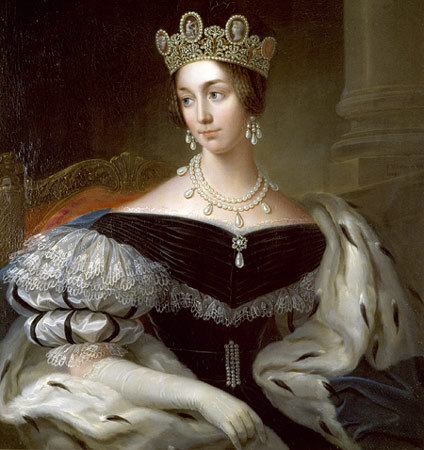
Koningin Joséphine van Zweden en Noorwegen met het diadeem van de parure

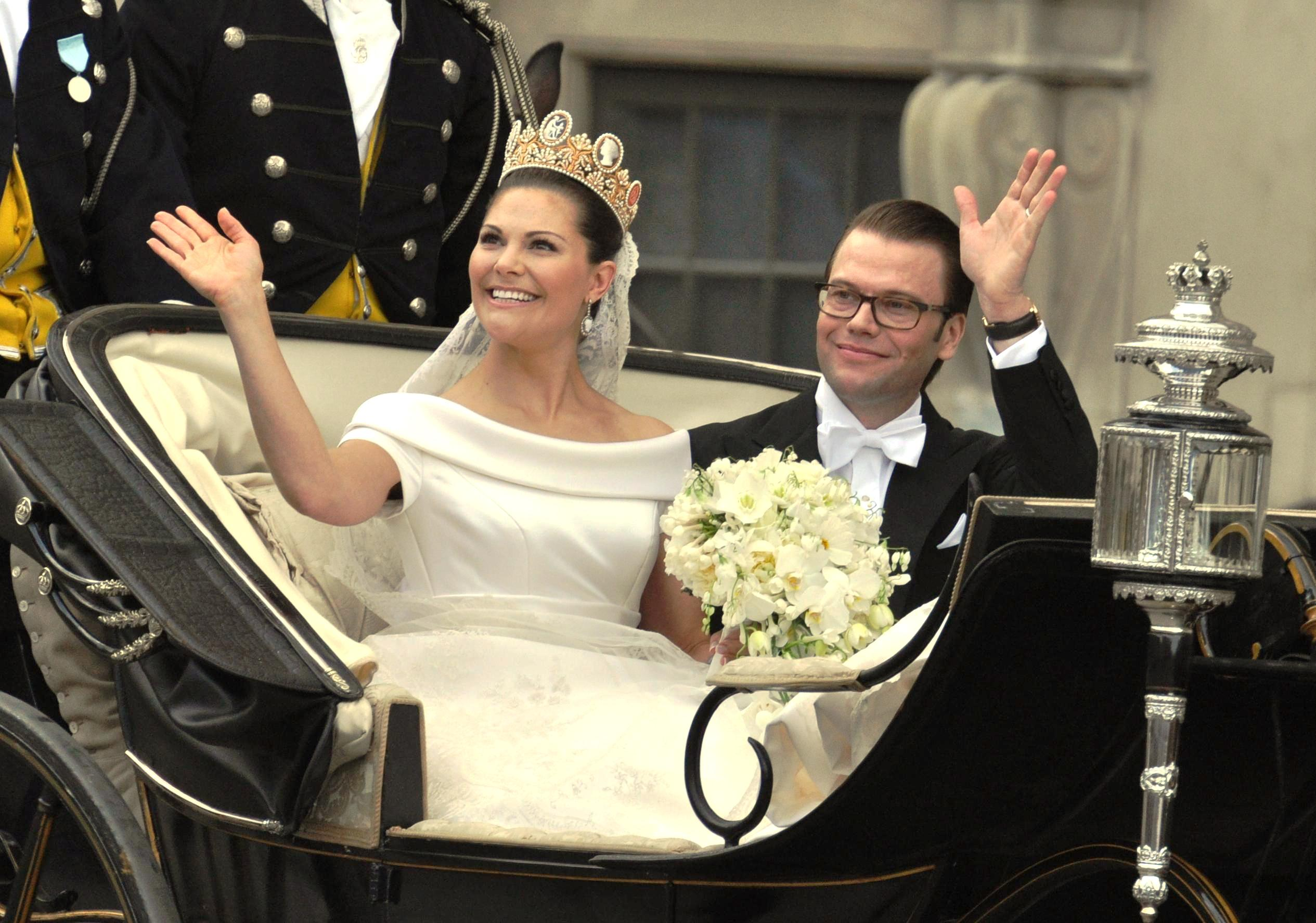
Kroonprinses Victoria van Zweden draagt het diadeem en de oorbellen van de Cameeënparure

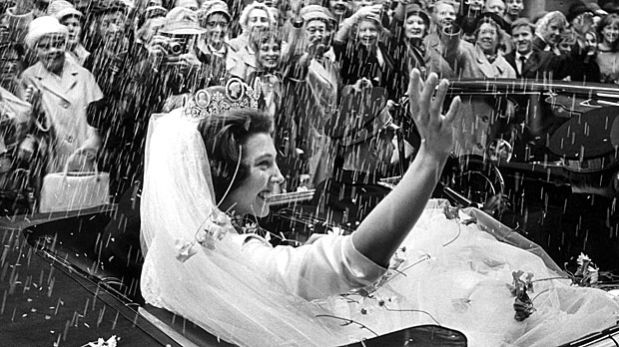
Prinses Desirée met het diadeem van de parure

De Cameeënparure van Joséphine de Beauharnais is een parure (een geheel van diadeem, halsketting, oorbellen en broche) die Napoleon schonk aan zijn echtgenote Joséphine de Beauharnais in 1809 en die, behalve uit goud en parels, bestaat uit zeven cameeën, met mythologische voorstellingen uit de Romeinse oudheid. Ten minste het diadeem is gemaakt door de Franse hofjuwelier Nitot. Tegenwoordig is de parure eigendom van het Zweedse Koningshuis.
Na Joséphines dood werd de parure geërfd door haar zoon Eugène de Beauharnais. Hij schonk het aan zijn echtgenote Augusta van Beieren. Hun dochter Joséphine bracht, door haar huwelijk met de Zweedse kroonprins Oscar, de parure in bezit van de Zweedse koninklijke familie. Na haar dood kwam het sieraad in bezit van prinses Eugénie van Zweden, die ongetrouwd bleef en de parure bij haar overlijden naliet aan haar neef en petekind Eugenius van Zweden. Deze bleef op zijn beurt eveneens ongetrouwd en hij schonk de set in 1932 aan prinses Sybilla van Saksen-Coburg-Gotha, die de sieraden evenwel niet droeg bij haar huwelijk met de Zweedse erfprins Gustaaf Adolf.
Sinds het huwelijk van prinses Desiree werd de parure, althans gedeeltelijk, gedragen bij alle Zweedse koninklijke huwelijken. Ook de huidige Zweedse koningin Silvia droeg het diadeem bij haar huwelijk, evenals haar dochter kroonprinses Victoria.